# Mary Ure
 (août 2013).
Si vous disposez d'ouvrages ou d'articles de référence ou si vous connaissez des sites web de qualité traitant du thème abordé ici, merci de compléter l'article en donnant les références utiles à sa vérifiabilité et en les liant à la section « Notes et références ».
Pour les articles homonymes, voir Ure.
Eileen Mary Ure, née le 18 février 1933 à Glasgow et morte le 3 avril 1975 à Londres, est une actrice de théâtre et de cinéma écossaise. Elle est la fille de Colin McGregor Ure, ingénieur civil, et d'Edith Swinburne.
Elle se marie au scénariste John Osborne (1957-1963) dont elle aura deux enfants, puis à l'acteur Robert Shaw (13 avril 1963 - 3 avril 1975) avec qui elle aura quatre enfants. Malgré ses succès professionnels, et sa maternité en apparence heureuse, la santé mentale de Mary Ure se détériore et elle est retrouvée morte par son mari Robert Shaw le 3 avril 1975  à leur domicile londonien à la suite de l'absorption concomitante d'alcool et de barbituriques.

## Filmographie
- 1955 : Les Quatre Plumes blanches de Terence Young et Zoltan Korda
- 1959 : Alerte en Extrême-Orient de Ronald Neame
- 1960 : Amants et Fils (Sons and Lovers) de Jack Cardiff
- 1960 : Les Corps sauvages de Tony Richardson
- 1964 : The Luck of Ginger Coffey d'Irvin Kershner
- 1967 : Custer, l'homme de l'ouest de Robert Siodmak
- 1968 : Quand les aigles attaquent de Brian G. Hutton
- 1973 : Le souffle de la peur de William A. Fraker